# Evangelische Arbeitsgemeinschaft für Altenarbeit in der EKD

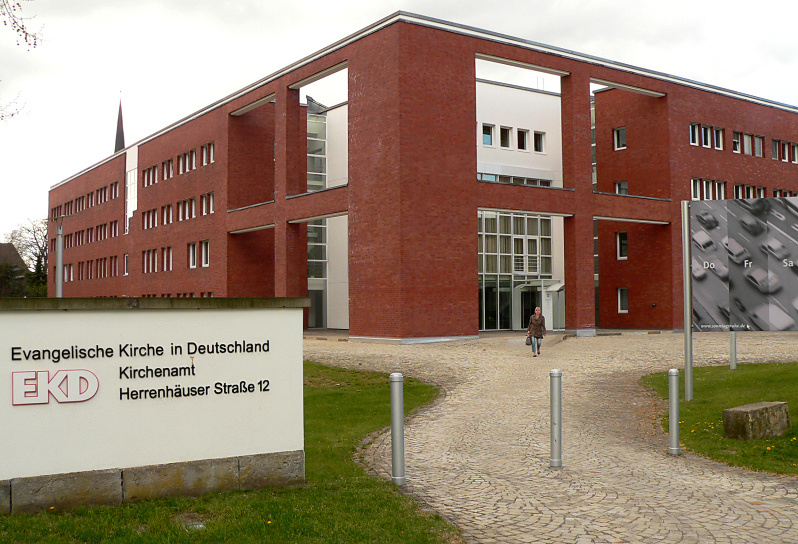
Sitz der Geschäftsstelle im Kirchenamt der EKD

Die Evangelische Arbeitsgemeinschaft für Altenarbeit (EAfA) der Evangelischen Kirche in Deutschland (EKD), 1992 gegründet, ist der Dachverband für Altersfragen in der EKD. In ihr sind 18 Mitgliedskirchen der EKD, die Vereinigung Evangelischer Freikirchen (VEF) und weitere Werke und Verbände vertreten. Die Geschäftsstelle ist im Kirchenamt der EKD in Hannover-Herrenhausen angesiedelt.

## Aufgaben
Aufgabe der Arbeitsgemeinschaft ist es Impulse und Anregungen für die kirchliche Arbeit mit älteren Menschen zu geben. Sie entwickelt  Qualitätsstandards und Konzepte für die Begleitung, Betreuung und Seelsorge älterer Menschen. Die Arbeitsgemeinschaft fördert die Zusammenarbeit der einzelnen Verbände, Organisationen und der Mitglieder und fördert und koordiniert den Informationsaustausch zwischen ihnen. Die EAfA wirkt mit am Diskurs zu Fragen des älteren Menschen und hält die Kontakte zu Politik, Gesellschaft und Öffentlichkeit. Als Gremien gibt es einen Vorstand und die Mitgliederversammlung. Die EAfA gibt einen Rundbrief, Arbeitshilfen sowie weitere Schriften und Materialien heraus.

## Mitglieder
- 18 Mitgliedskirchen der EKD
- Vereinigung Evangelischer Freikirchen
- Bundesarbeitsgemeinschaft Evangelischer Familien-Bildungsstätten und Familien-Bildungswerke e.V
- Deutsche Evangelische Arbeitsgemeinschaft für Erwachsenenbildung
- Deutscher Evangelischer Frauenbund i. A. der Evangelischen Frauen in Deutschland e.V.
- Deutscher Evangelischer Verband für Altenarbeit und Pflege e.V
- Evangelische Akademien in Deutschland e.V.
- Ev. Heimvolkshochschulen in Deutschland
- Evangelisches Seniorenwerk e.V.
- Kirchlicher Dienst in der Arbeitswelt
- Männerarbeit der Evangelischen Kirche in Deutschland
- Zehlendorfer Verband für Evangelische Diakonie[3]

Gast der Mitgliederversammlung: Diakonisches Werk der EKD

## Weblink
- Offizielle Website